# Valentin Nikolaevič Vinogradov
Valentin Nikolaevič Vinogradov (Baku, 7 ottobre 1933 – Mosca, 15 luglio 2011) è stato un regista sovietico.

## Filmografia parziale

### Regista
- Zemljaki (1974)
- Vostočnyj koridor (1966)